# Font del Cargol
La Font del Cargol és un jaciment arqueològic al municipi de Torrelavit, (Alt Penedès), inclòs a l'Inventari del Patrimoni Arqueològic i Paleontològic de Catalunya.
S'han trobat restes d'ocupacions de paleolític mitjà, corresponents a un taller de sílex i un fons de cabana pertanyent al Neolític o a l'Eneolític.
Aquest jaciment és al vessant nord del Puig Cúgol, en un terreny on hi ha camps de cultiu i terreny erms. Durant la dècada de 1980 A. Freixas del grup Arrels va a trobar aquest jaciment durant unes prospeccions i posteriorment el va excavar. Respecte a les troballes corresponents al Paleolític mitjà, caldria destacar les ascles de tipus levallois.

## Troballes
Les troballes superficials d'indústria lítica es dispersen en dues zones de la cara nord d'aquesta elevació:
- A- És el punt de la font del Cargol i dels seus voltants. Indústria lítica sobre sílex, del Neolític-Eneolític (laminetes, geomètrics...) Antoni Freixes, component del grup Arrels, localitzà en aquest indret , en motiu d'unes aplanacions agrícoles, un possible fons de cabana. Les restes lítiques es poden considerar com a fruit d'una aportació secundària, per la sinàmica de la vessant (en el cim del Puig està documentat un important taller lític)[1]
- B-En tota la vessant nord-nord-est del Puig Cúgul s'han recollit mostres d'indústria paleolítica, encara que d'escadussera entitat i de manera molt dispersa.Enmig dels conreus de vinya, oliveres i terrenys erms (camps abandonats) apareixen restes lítiques de sílex: ascles de tipus Levallois, frag. i ascles sense retocar, etc.[1]

Són atribuïbles a un Paleolític Mitjà, i cal considerar-lo un taller lític superficial.
Durant la visita realitzada el juliol de 1998 amb motiu de la revisió de la Carta Arqueològia no s'observaren canvis.